# ستين أريكسون
ستين أريكسون (بالسويدية: Sten Eriksson)‏ هو متسابق بياثل سويدي، ولد في 19 يناير 1935 في Älvdalen ‏ في السويد.

## وصلات خارجية
- ستين أريكسون على موقع أوليمبيديا (الإنجليزية)
- ستين أريكسون على موقع اللجنة الأولمبية السويدية (السويدية)